# Die geschiedene Frau
Dau geschiedene Frau (en alemany,  La divorciada) és una opereta en tres actes de Leo Fall sobre un llibret de Victor Léon, basat en Divorçons! de Victorien Sardou. Dirigida pel mateix pel compositor, es va estrenar amb un èxit considerable al Carltheater de Viena el 23 de desembre de 1908 amb Hubert Marischka com a Karel.

## Personatges

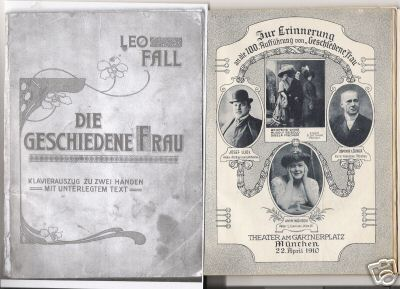
Programa per una actuació de Múnic del 22 d'april de 1910

| Funció                 | Tipus de veu | Repartiment estrena, 23 desembre 1908 (Director: Leo Fall) |
| ---------------------- | ------------ | ---------------------------------------------------------- |
| Jana                   | soprano      | Mizzi Zwerenz                                              |
| Gonda van der Loo      | soprano      | Annie Dirkens                                              |
| Martje                 | soprano      | Mizzi Jesel                                                |
| Lucas van Deesteldonck | Tenor        | Richard Waldemar                                           |
| Karel van Lysseveghe   | Tenor        | Hubert Marischka                                           |
| Scroop                 | Tenor        | Josef König                                                |
| Willem                 | Baríton      | Max Rohr                                                   |
| Pieter te Bakkenskijl  | Baríton      | Carl Blasel                                                |